# Pelota basca nos Jogos Pan-Americanos de 2023 - Pelota de goma frontón individual feminino
A competição da pelota de goma frontón individual masculino da pelota basca nos Jogos Pan-Americanos de 2023 foi disputada entre 31 de outubro e 4 de novembro de 2023 no Estádio Español, em Las Condes. Um total de cinco competidoras, cada uma representando um Comitê Olímpico Nacional (CON), participaram do evento.

## Calendário
Horário local (UTC−3).
| Data          | Hora        | Fase          |
| ------------- | ----------- | ------------- |
| 31 de outubro | 12:00       | Fase de grupo |
| 1 de novembro | 12:00       | Fase de grupo |
| 2 de novembro | 11:00 19:30 | Fase de grupo |
| 3 de novembro | 12:00       | Fase de grupo |
| 4 de novembro | 10:00       | Finais        |

## Medalhistas
| Ouro   | MEX Marifer Noriega    |
| Prata  | ARG Sabrina Andrade    |
| Bronze | CHI Rosario Valderrama |

## Resultados

### Fase de grupo
Todas as competidoras se enfrentam em um único grupo. As duas melhores avançam para a disputa de medalha de ouro e as duas seguintes para a disputa pelo bronze.
| Pos. | Jogador                | Pts | J | V | D | GP | GC | PP  | PC  |
| ---- | ---------------------- | --- | - | - | - | -- | -- | --- | --- |
| 1    | MEX Marifer Noriega    | 12  | 4 | 4 | 0 | 8  | 2  | 131 | 75  |
| 2    | ARG Sabrina Andrade    | 10  | 4 | 3 | 1 | 7  | 2  | 125 | 65  |
| 3    | CUB Laura Álvarez      | 8   | 4 | 2 | 2 | 4  | 5  | 88  | 83  |
| 4    | CHI Rosario Valderrama | 6   | 4 | 1 | 3 | 4  | 6  | 90  | 118 |
| 5    | URU Macarena Morell    | 4   | 4 | 0 | 4 | 0  | 8  | 27  | 120 |

| 31 de outubro 12:00 | MEX Marifer Noriega    | 2–0 | CUB Laura Álvarez | Estádio Español Árbitro(s): CHI Roberto Jara |
| 31 de outubro 12:00 | (15–7, 15–5) Relatório |     |                   | Estádio Español Árbitro(s): CHI Roberto Jara |

| 31 de outubro 13:00 | CHI Rosario Valderrama  | 0–2 | ARG Sabrina Andrade | Estádio Español Árbitro(s): MEX Elizabeth Hidalgo |
| 31 de outubro 13:00 | (8–15, 12–15) Relatório |     |                     | Estádio Español Árbitro(s): MEX Elizabeth Hidalgo |

| 1 de novembro 12:00 | MEX Marifer Noriega           | 2–1 | CHI Rosario Valderrama | Estádio Español Árbitro(s): CUB Raúl Escobar |
| 1 de novembro 12:00 | (14–15, 15–5, 10–5) Relatório |     |                        | Estádio Español Árbitro(s): CUB Raúl Escobar |

| 1 de novembro 13:00 | CUB Laura Álvarez      | 2–0 | URU Macarena Morell | Estádio Español Árbitro(s): MEX Elizabeth Hidalgo |
| 1 de novembro 13:00 | (15–5, 15–3) Relatório |     |                     | Estádio Español Árbitro(s): MEX Elizabeth Hidalgo |

| 2 de novembro 11:00 | URU Macarena Morell    | 0–2 | MEX Marifer Noriega | Estádio Español Árbitro(s): ARG César Maderna |
| 2 de novembro 11:00 | (1–15, 2–15) Relatório |     |                     | Estádio Español Árbitro(s): ARG César Maderna |

| 2 de novembro 12:00 | ARG Sabrina Andrade    | 2–0 | CUB Laura Álvarez | Estádio Español Árbitro(s): CHI Roberto Jara |
| 2 de novembro 12:00 | (15–6, 15–3) Relatório |     |                   | Estádio Español Árbitro(s): CHI Roberto Jara |

| 2 de novembro 19:30 | URU Macarena Morell    | 0–2 | CHI Rosario Valderrama | Estádio Español Árbitro(s): CUB Hilda Pita |
| 2 de novembro 19:30 | (7–15, 5–15) Relatório |     |                        | Estádio Español Árbitro(s): CUB Hilda Pita |

| 2 de novembro 20:30 | ARG Sabrina Andrade           | 1–2 | MEX Marifer Noriega | Estádio Español Árbitro(s): URU Matilde Acosta |
| 2 de novembro 20:30 | (11–15, 15–7, 9–10) Relatório |     |                     | Estádio Español Árbitro(s): URU Matilde Acosta |

| 3 de novembro 12:00 | CUB Laura Álvarez             | 2–1 | CHI Rosario Valderrama | Estádio Español Árbitro(s): ARG Jorge Balbi |
| 3 de novembro 12:00 | (12–15, 15–0, 10–0) Relatório |     |                        | Estádio Español Árbitro(s): ARG Jorge Balbi |

| 3 de novembro 13:00 | URU Macarena Morell    | 0–2 | ARG Sabrina Andrade | Estádio Español Árbitro(s): CHI Roberto Jara |
| 3 de novembro 13:00 | (2–15, 2–15) Relatório |     |                     | Estádio Español Árbitro(s): CHI Roberto Jara |

### Finais

#### Disputa pelo bronze
| 4 de novembro 10:00 | CUB Laura Álvarez      | 0–2 | CHI Rosario Valderrama | Estádio Español Árbitro(s): URU Matilde Acosta |
| 4 de novembro 10:00 | (8–15, 3–15) Relatório |     |                        | Estádio Español Árbitro(s): URU Matilde Acosta |

#### Disputa pelo ouro
| 4 de novembro 11:00 | MEX Marifer Noriega     | 2–0 | ARG Sabrina Andrade | Estádio Español Árbitro(s): URU Matilde Acosta |
| 4 de novembro 11:00 | (15–14, 15–8) Relatório |     |                     | Estádio Español Árbitro(s): URU Matilde Acosta |